# (4229) Плевицкая
(4229) Плевицкая (лат. Plevitskaya) — типичный астероид главного пояса, открыт 22 января 1971 года советским астрономом Людмилой Черных в Крымской астрофизической обсерватории и 5 марта 1996 года назван в честь русской певицы Надежды Плевицкой.

## Обнаружение и именование
(4229) Плевицкая
Открыт 22 января 1971 года в Научном Л. И. Черных.
Назван в память о великолепной русской певице Надежде Васильевне Плевицкой (1884—1940), блиставшей на сценах России, Европы и Америки. Многие великие ценители русского искусства называли ее "русским жаворонком" и "соловьём". Леонид Собинов пел с ней, а Сергей Рахманинов аккомпанировал ей.
Оригинальный текст (англ.)4229 Plevitskaya
Discovered 1971-01-22 by Chernykh, L. I. at Nauchnyj.
Named in memory of Nadezhda Vasil'evna Plevitskaya (1884—1940), a splendid Russian singer who sparkled on the stages of Russia, Europe and America. Many great connoisseurs of Russian art called her "Russian skylark" and "nightingale". Leonid Sobinov sang with her, and Sergej Rakhmaninov accompanied for her.
Источники: DISCOVERY.DB; M.P.C. 26762.

## Орбита

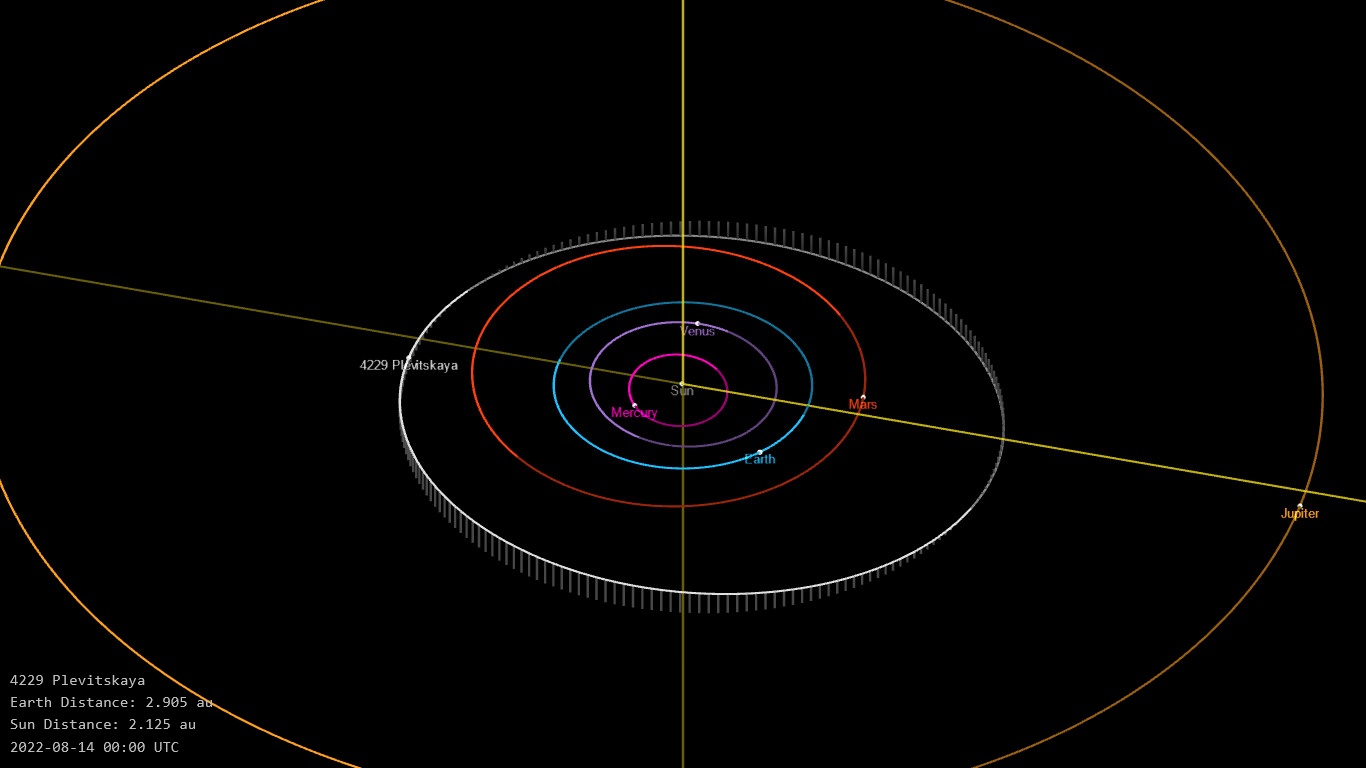
Орбита астероида Плевицкая и его положение в Солнечной системе

## Физические характеристики
Астероид относится к таксономическому классу CX.
По результатам наблюдений в инфракрасном диапазоне спутника Akari и наблюдений в видимом и ближнем инфракрасном диапазоне космического телескопа NEOWISE диаметр астероида сначала оценивался равным 10,81±0,56 км, позже — 13,23±1,04 км, 8,680±0,191 км, 13,298±5,763 км, 7,68±2,50 км и 11,41±4,01 км, 14,50±5,00 км, 14,80±4,52 км и 10,58±3,02 км. Согласно тем же источникам альбедо оценивается как 0,118±0,013, 0,03±0,00, 0,093±0,018, 0,0397±0,0603, 0,087±0,066 и 0,045±0,044, 0,028±0,041, 0,026±0,019 и 0,048±0,034.